# H-Moll
h-Moll (englisch B minor) ist eine Tonart des Tongeschlechts Moll mit h als Grundton. Sie wird in der Notenschrift mit zwei Kreuzen (fis, cis) vorgezeichnet. Auch die entsprechende Tonleiter und der Grundakkord dieser Tonart (die Tonika h-d-fis) werden mit dem Begriff h-Moll bezeichnet.
Notenbeispiel Tonleiter im melodischen Moll und Grundakkord:

## Verwendung
Viele Komponisten der Barockzeit und später (etwa Beethoven und Schubert) assoziierten diese Tonart mit Dunkelheit und Tod. Die h-Moll-Messe von J. S. Bach ist nach dieser Tonart benannt, die Bachs Zeitgenosse Johann Mattheson als „bizarre, unlustig und melancholisch“ beschreibt. Beethoven soll sie „schwarze Tonart“ genannt haben (er arbeitete an einer h-Moll-Sinfonie). Auch der Ton h steht oft für den Tod (Schubert: „Die schöne Müllerin“, „Winterreise“).

## Position der Tonart im Quintenzirkel
| Vorzeichen: | 7♭ +fes | 6♭ +ces | 5♭ +ges | 4♭ +des | 3♭ +as | 2♭ +es | 1♭ +b |   | 1♯ +fis | 2♯ +cis | 3♯ +gis | 4♯ +dis | 5♯ +ais | 6♯ +eis | 7♯ +his |
| Dur:        | Ces     | Ges     | Des     | As      | Es     | B      | F     | C | G       | D       | A       | E       | H       | Fis     | Cis     |
| Moll:       | as      | es      | b       | f       | c      | g      | d     | a | e       | h       | fis     | cis     | gis     | dis     | ais     |